# Gary Summers
Gary Summers é um sonoplasta e diretor de som estadunidense. Venceu o Oscar de melhor mixagem de som em quatro ocasiões: Terminator 2: Judgment Day, Jurassic Park, Titanic e Saving Private Ryan. Além disso, foi indicado por outros sete trabalhos.